# Elliana Walmsley
 (novembre 2018).
Pour les articles homonymes, voir Walmsley.
Elliana Walmsley (née le 23 juin 2007) est une danseuse, mannequin et personnalité de la télévision américaine. Elle est principalement connue pour son apparition dans l'émission de télé réalité Dance Moms dans les saisons 6,7 et 8. C'est aussi une influenceuse ayant plus de 2 300 000 abonnés sur Instagram et environ 1 500 000 abonnés sur YouTube.

## Filmographie
Télévision
- Dance Moms
- Dancing_with_the_Stars_Juniors
- Chicken girls